# Trouy
Trouy ist eine französische Gemeinde mit 4034 Einwohnern (Stand 1. Januar 2022) im Département Cher in der Region Centre-Val de Loire. Sie gehört zum Arrondissement Bourges und zum Kanton Trouy.

## Geographie
Trouy liegt in Zentralfrankreich, etwa 150 Kilometer südlich von Paris. Umgeben wird Trouy von den Nachbargemeinden Bourges im Norden, Plaimpied-Givaudins im Osten, Lissay-Lochy und Arçay im Süden sowie Le Subdray im Westen.
Durch die Gemeinde führen die Autoroute A71, die Route nationale 142 sowie die frühere Route nationale 144 (heutige D2144).

## Geschichte
1017 wird der Ort noch als Tresgolio in der Cartulaire von Saint-Sulpices in Bourges genannt. Bereits 1138 wird der Ort dann aber als Trohi, später – 1218 – als Troe erwähnt.

## Bevölkerungsentwicklung
| Jahr      | 1962 | 1968 | 1975 | 1982 | 1990 | 1999 | 2006 | 2016 |
| Einwohner | 697  | 785  | 2132 | 2845 | 2877 | 2978 | 3797 | 3966 |

## Sehenswürdigkeiten

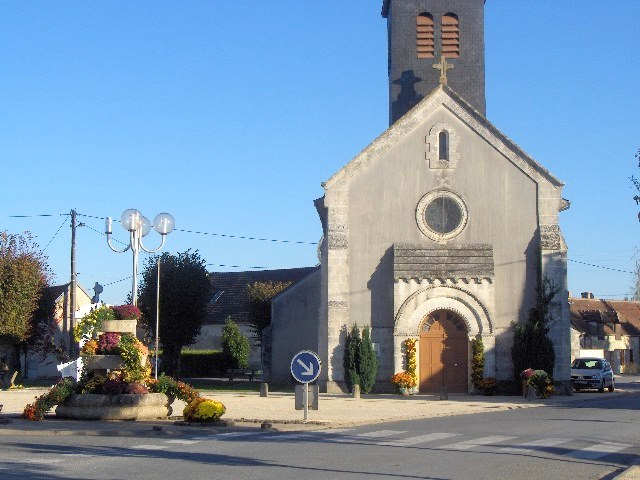
Kirche Saint-Pierre

- Kirche Saint-Pierre aus dem 12. Jahrhundert, Umbauten aus dem 19. Jahrhundert

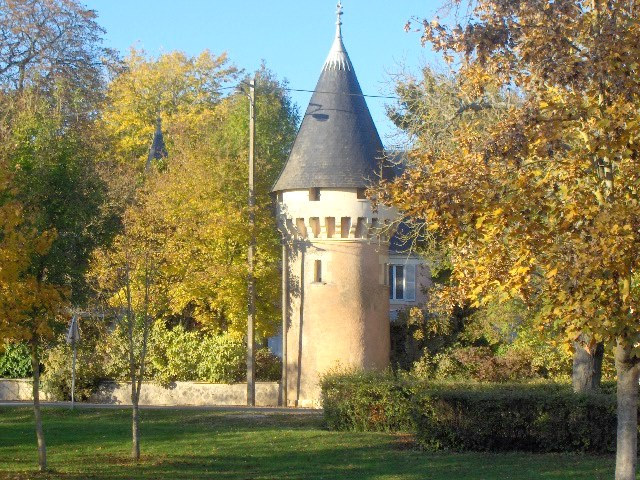
Das rosafarbene Schloss

- Das rosafarbene Schloss